# Leslie Hammond
Leslie Hammond (Chennai, 4 maart 1905 – Ballarat, 26 juni 1955) was een Indiaas hockeyer.
Hammond won met de Indiase ploeg de olympische gouden medaille in 1928 en 1932. Hammond speelde als linkervleugelverdediger.

## Resultaten
- 1928  Olympische Zomerspelen in Amsterdam
- 1932  Olympische Zomerspelen in Los Angeles